# Bruzda ostrogowa

Bruzda ostrogowa (zaznaczona na czerwono)

Bruzda ostrogowa (łac. sulcus calcarinus) – w anatomii człowieka głęboka bruzda położona na przyśrodkowej powierzchni płata potylicznego mózgu, stanowiąca dolne ograniczenie klinka. Zarówno dolna, jak i górna ściana bruzdy pokryta jest pierwszorzędową korą wzrokową (pole 17 Brodmanna).

## Przebieg
Rozpoczyna się poniżej płata ciała modzelowatego i biegnie ku tyłowi, w kierunku bieguna potylicznego. Jej część przednia łączy się z bruzdą ciemieniowo-potyliczną, natomiast odcinek końcowy zwykle rozdziela się na gałąź wstępującą i zstępującą, które mogą przechodzić z powierzchni przyśrodkowej na górno-boczną.

## Filogeneza
Filogenetycznie bruzda ostrogowa wywodzi się z dwóch odrębnych zawiązków (przedniego i tylnego), które u niektórych gatunków zwierząt zachowują postać dwóch oddzielnych rowków. U człowieka ich pozostałością jest zakręt klinkowo-językowy przedni, dzielący dno bruzdy na część przednią i tylną.